# Победа (броненосец)

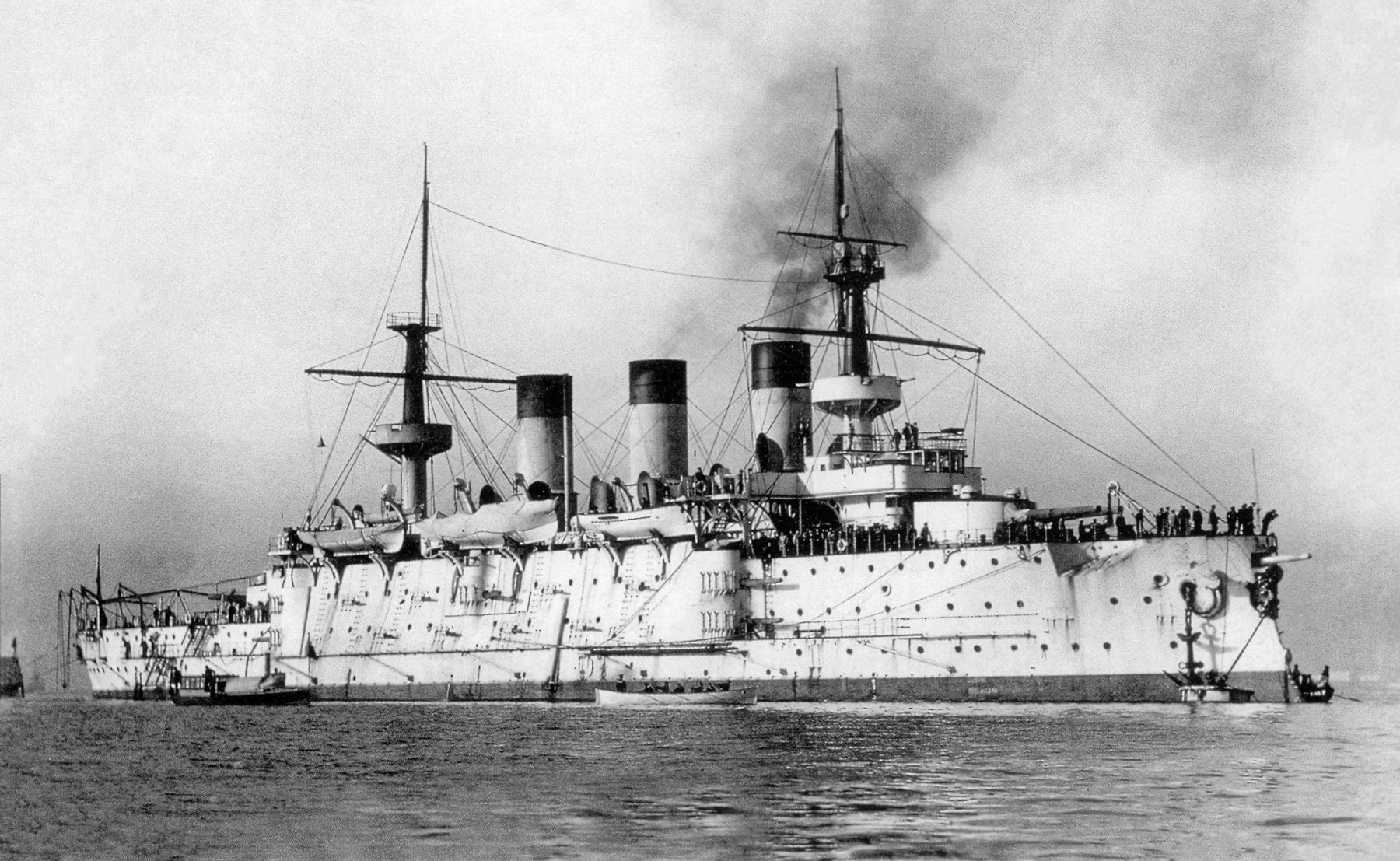
Однотипный «Пересвет» на якоре в 1901 году

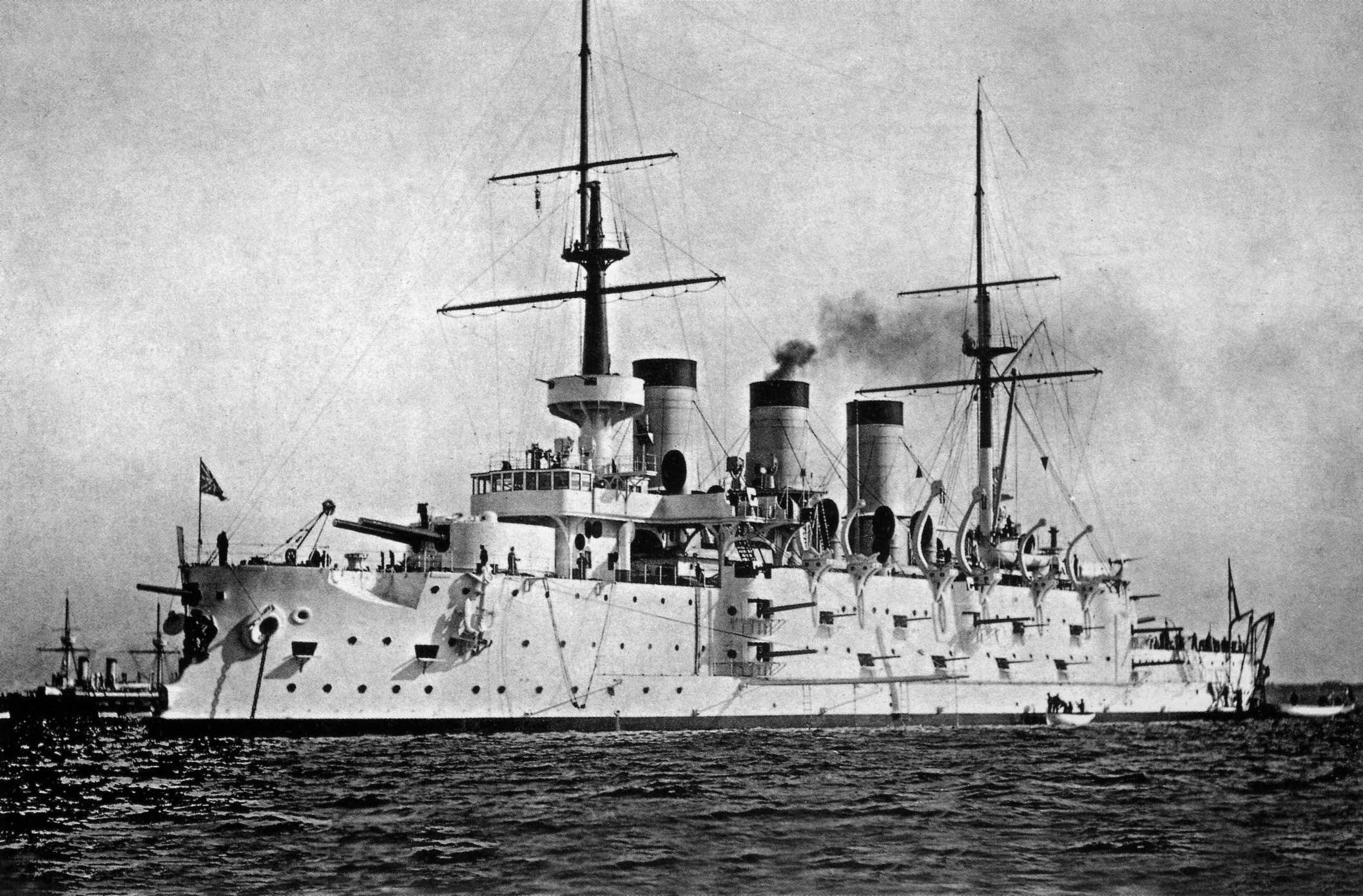
Эскадренный броненосец «Победа» на Кронштадтском рейде в 1901 году

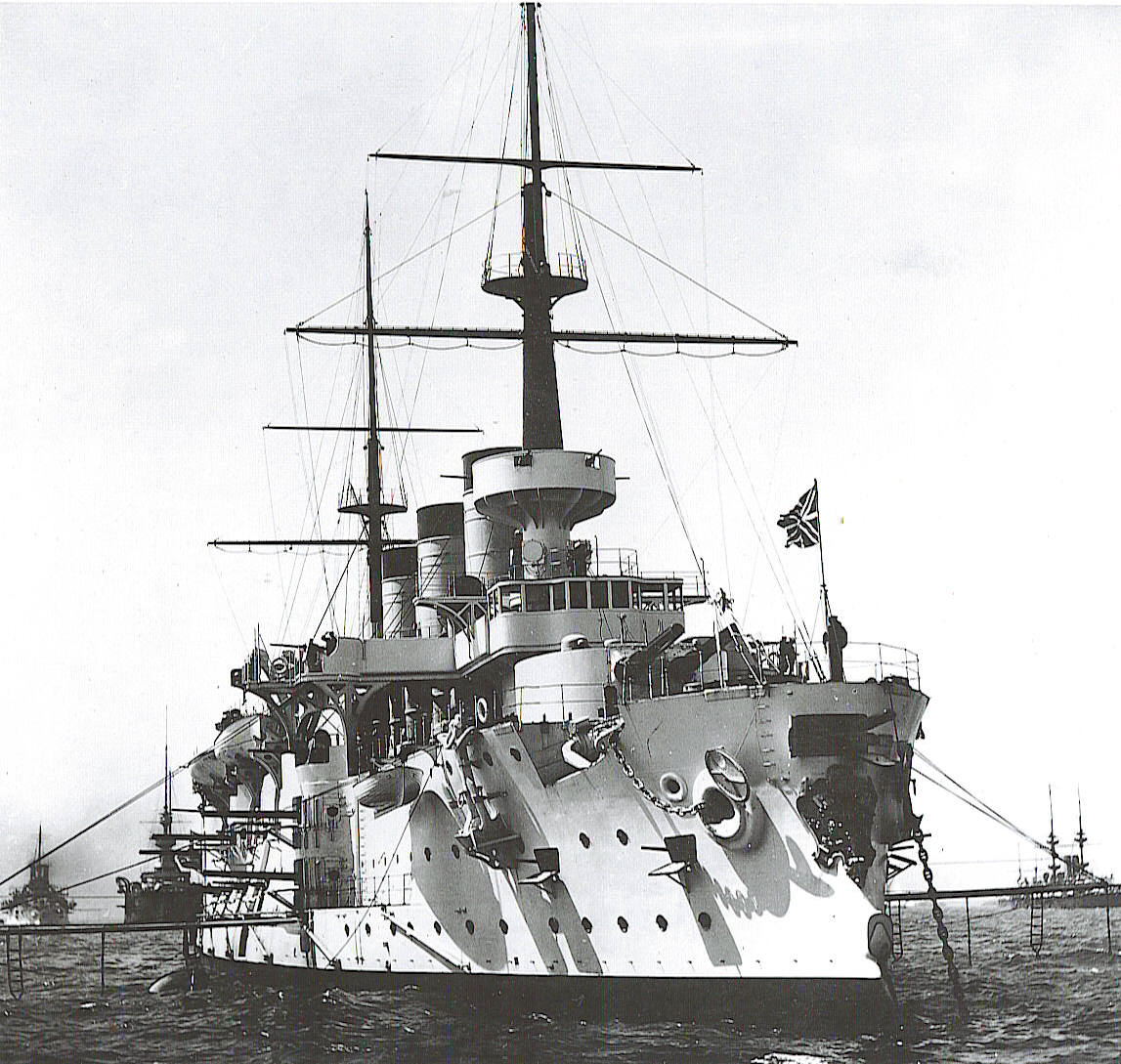
Эскадренный броненосец «Победа»

«Побе́да» — эскадренный броненосец несколько усовершенствованного типа «Пересвет», являющийся гибридом крейсера и броненосца и предназначенный для длительных самостоятельных действий в океане. Участвовал в русско-японской войне и стал одним из японских трофеев.

## Основные характеристики

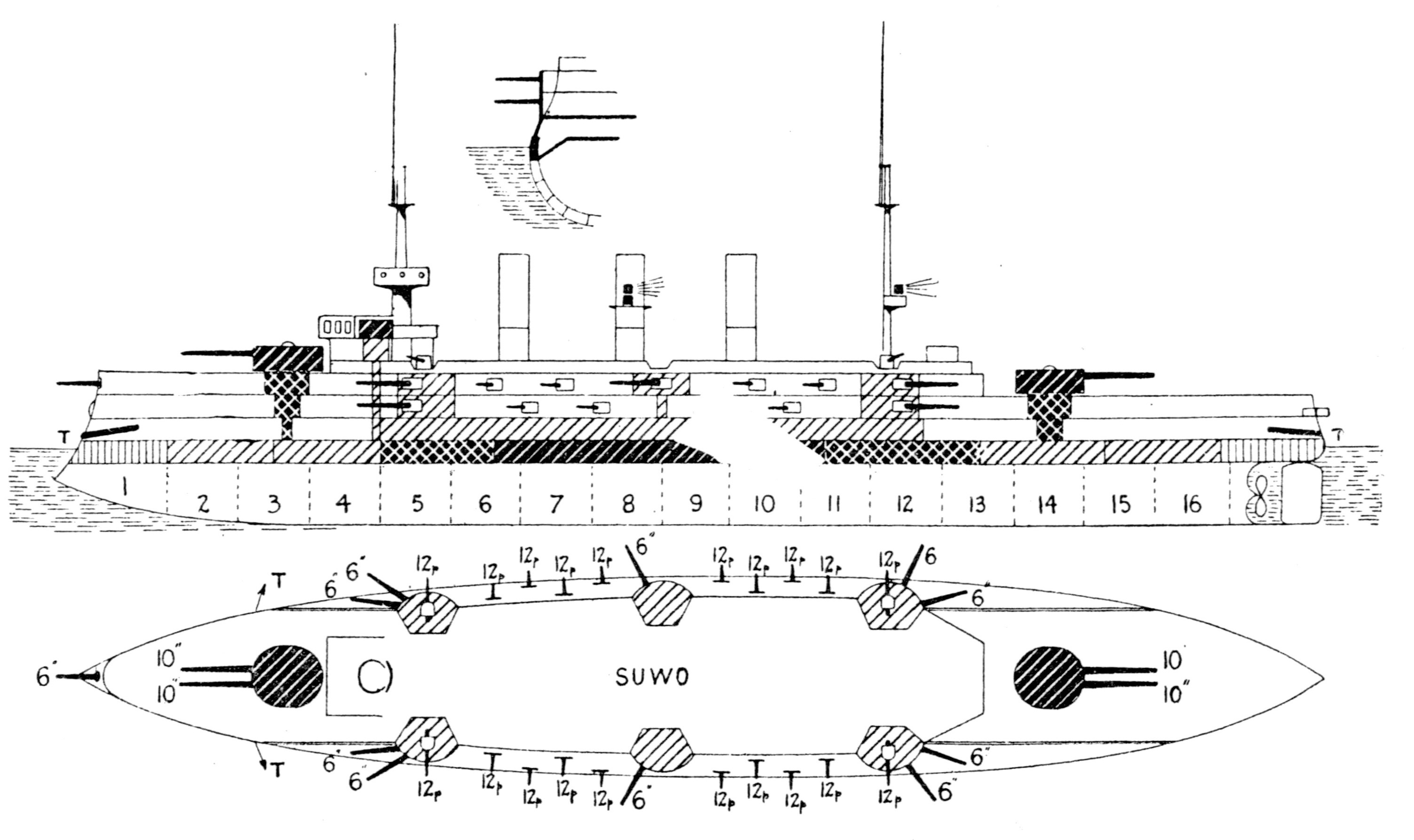
Схема японского ЭБР «Суво». (Бывший ЭБР «Победа», до внесения изменений в конструкцию)

Нормальное водоизмещение фактическое 13 320 т, по проекту 12 674 т; длина наибольшая 132,4 м, по конструктивной ватерлинии 130 м, между перпендикулярами 122,3 м; ширина 21,8 м; осадка по проекту 7,93 м, фактическая с нормальным запасом угля 8,25 м. Коэффициент общей полноты 0,576; увеличение водоизмещения на 1 см осадки 20,55 т; площадь грузовой ватерлинии 2038,8 м²; площадь мидель-шпангоута 121,8 м².
Скорость проектная 18 уз, средняя на испытаниях 18,5 уз; мощность машин проектная 14 500 индикаторных л. с., на испытаниях 15 578 и.л. с.; дальность плавания расчётная 10-уз ходом 5600 миль. Запас угля нормальный 1142 т, полный 2155 т.
Вооружение: четыре 254-мм, одиннадцать 152-мм, двадцать 75-мм, двадцать 47-мм и шесть или восемь 37-мм пушек, два 63,5-мм десантных орудия Барановского, пять 381-мм торпедных аппаратов.
Бронирование (крупповская сталь): главный пояс 229—178; верхний пояс 102; траверзы 178—102; палуба 82,6—50,8, гласис 127; башни 229; барбеты 203; казематы 64; рубка 229 мм.

## Описание конструкции

### Корпус
Корпус «Победы» весьма сильно отличался от предыдущих кораблей своей формой; фактически этот броненосец был построен по новому теоретическому чертежу. А вот конструкция в целом особых изменений не претерпела: главными отличиями стало изготовление штевней, рулевой рамы и кронштейнов гребных винтов из стали, а не бронзы, и отказ от деревянной и медной обшивки подводной части корпуса, а также уменьшение высоты жилой палубы на 356 мм. Вес корпуса составил 4798 т против 4956 т у «Пересвета». Изменение водоизмещения на 1 см осадки для «Победы» составляло 20,65 т против 20,55 т у двух других кораблей серии.
Продольный набор корпуса включал вертикальный киль длиной 89 м из листов толщиной 12,7 мм, склёпанный из двух 15,9-мм листов горизонтальный киль и по пять стрингеров с каждого борта. Продолжением киля служили форштевень и ахтерштевень.
Основу поперечного набора составляли 116 шпангоутов. Между 18-м и 96-м шпангоутами простиралось двойное дно высотой 0,99 м; на всём этом протяжении шпация была равна 1,22 м. В нос и корму, до 18-го и после 96-го шпангоутов, двойного дна не было, а шпация составляла 0,9 м. Бимсами служили швеллеры высотой от 203 до 254 мм; вблизи башен они подкреплялись дополнительными продольными рёбрами.
Ближайший к горизонтальному килю пояс наружной обшивки имел толщину 22,2 мм, а толщина остальных девяти поясов по мере удаления от киля уменьшалась с 19,1 до 12,7 мм. Листы наружной обшивки укладывались «край на край», имели длину не менее 6 м и ширину в средней части корпуса 1,22—1,6 м.
Водонепроницаемые переборки делили корпус на десять отсеков: таранный, носовых погребов боезапаса, подбашенный носовой, три котельных, два машинных, подбашенный кормовой и румпельный. Они располагались на 29; 41,5; 53,5; 66; 75 и 84-м шпангоутах, точное положение ещё трёх переборок (двух в носу и одной в корме) неизвестно, они должны находиться примерно в районе 10, 20 и 90-го шпангоутов. Бортовые угольные ямы имели продольную переборку и вместе с находящимся в них углём давали дополнительную защиту. В переднем машинном отделении по диаметральной плоскости также проходила продольная переборка.
В надводной части корпус делился на два межпалубных пространства тремя палубами: нижней (броневой), жилой (батарейной) и верхней, выше которой на протяжении двух третей длины корпуса проходила четвёртая палуба — навесная, являвшаяся продолжением полубака. На всю высоту от броневой палубы до второго дна размещались машинные и котельные отделения, погреба боезапаса, провизионные кладовые, помещения подводных минных аппаратов, рулевое устройство.

### Бронирование
Главным отличием «Победы» от двух предшествующих кораблей — «Пересвета» и «Осляби» — являлось улучшенное бронирование. Снарядостойкость бронеплит при в целом той же толщине повысили путём перехода на закалку по методу Круппа.
Главный броневой пояс по ватерлинии состоял из плит высотой 2,35 м, при нормальной осадке уходящих под воду на 1,44 м. Плиты, защищавшие машинно-котельные отделения, имели толщину 229 мм, постепенно утончаясь под водой до 127 мм. В районе башен стояли более тонкие плиты, имевшие в надводной части толщину 178 мм, которая под водой уменьшалась до 102 мм. Главный пояс замыкался на 18-м и 96-м шпангоутах броневыми траверзами из 178-мм плит; его длина составляла около 95 м.
Над главным поясом был расположен верхний пояс, состоящий из 102-мм плит, замыкавшийся траверзами ломаной формы на 35—37 и 77—82 шпангоутах. Он был значительно короче главного пояса (около 49 м) и защищал пространство примерно от первой дымовой трубы до кормовых казематов 152-мм орудий включительно. В эту зону попадали основания дымоходов и цилиндры главных машин корабля.
Горизонтальная защита была представлена карапасной бронепалубой из хромоникелевой стали, простиравшейся на всём протяжении корабля и имевшей скосы не только к бортам, но и к оконечностям. В ряде источников указывается толщина бронепалубы «Победы» до 127 мм, что, однако, представляется невероятным из-за резкого роста её массы, в то время как этот броненосец имел наименьшую из всей серии строительную перегрузку. Вероятно, такую толщину имел лишь гласис над машинным отделением, а в остальном палуба была подобна применённой на «Пересвете». На протяжении броневой цитадели её края упирались в нижние кромки главного пояса, а толщина составляла 38,1 мм брони плюс 12,7 мм стальной настилки, что в сумме давало 50,8 мм. Вне цитадели толщина брони составляла от 38,1 до 57,2 мм, а толщина настилки — 25,4 мм, что в сумме давало защиту толщиной от 63,5 до 82,6 мм (более толстыми выполнялись скосы бронепалубы).
Определённую роль в горизонтальной защите играла также жилая (батарейная) палуба, бывшая крышей верхней цитадели. Её толщина в пределах цитадели составляла в основном 63,5 мм, уменьшаясь до 50,8 мм в казематах 152-мм орудий.
Башни главного калибра защищались 229-мм бронёй, а их барбеты — 203-мм. Крыши башен имели толщину 50,8 мм.
Относительно защиты казематов 152-мм орудий данные противоречивы, но похоже, что на «Победе» толщина бортовых бронеплит составляла 63,5 мм (вероятно, применялась обычная хромоникелевая сталь: закалять плиты такой небольшой толщины тогда ещё не умели). От продольного огня казематы были защищены носовым и кормовым траверзами, перекрывавшими два межпалубных пространства — от навесной до батарейной палубы. Толщина носового траверза составляла 127 мм, кормового — 102 мм. Внутренние переборки казематов имели толщину 38,1 и 19 мм. Навесная палуба, служившая крышей верхним казематам, имела над ними толщину 20,3 мм. Сами казематные орудия имели щиты толщиной 63,5 мм.
Боевая рубка защищалась 229-мм бронёй и имела крышу толщиной, вероятно, 50,8 мм. От кормовой боевой рубки, имевшейся на первых двух броненосцах, отказались.
На пространстве между батарейной и верхней палубами дымоходы защищались 51-мм или 38-мм бронёй (данные разнятся), однако до навесной палубы эта защита доведена не была. Аналогичной бронёй прикрывались и элеваторы боеприпасов, проходившие выше бронепояса.

### Артиллерийское вооружение
Главный калибр включал четыре 254-мм орудия с длиной ствола 45 калибров, установленные в двух башнях производства Путиловского завода (сами пушки изготавливал Обуховский завод). Башни своей формой и деталями конструкции отличались от установленных на предыдущих кораблях серии. Угол наведения каждой башни по горизонтали составлял 270°, а вот с углами вертикального наведения полной ясности нет. Дело в том, что испытания пушек «Пересвета» выявили недостаточную прочность и самих орудий, и станков, из-за чего был уменьшен пороховой заряд, увеличена масса ствола (на «Победе» поставили пушки весом в 27 т) и введено ограничение на максимальный угол возвышения. Технически орудия первых двух кораблей могли наводиться в пределах от −5° до +35°, а для «Победы» обычно указывается максимальная величина +25°. Однако остаётся неясным, является ли эта величина техническим пределом (башни этого корабля, как уже отмечалось, отличались от башен первых двух броненосцев) или же это было «административно-приказное» ограничение.
Штатный боекомплект включал на один ствол по 80 выстрелов: 23 бронебойных и фугасных, 26 чугунных и 8 сегментных (по другим данным, 75 выстрелов на ствол).
Средний калибр включал одиннадцать 152-мм орудий системы Канэ с длиной ствола 45 калибров. Восемь из них располагались в четырёх двухъярусных казематах по углам верхней цитадели (пушки стояли на батарейной и верхней палубах; крышей казематов служила навесная палуба), ещё два — в двух центральных казематах на верхней палубе (по одному с каждого борта), а последнее — в носовой части под палубой полубака, но защищалось лишь щитом.
На каждую пушку приходилось по 180 выстрелов: по 47 бронебойных, фугасных, чугунных, 31 сегментный и 8 картечных (по другим данным, 220 выстрелов на ствол).
Противоминный калибр был представлен в первую очередь двадцатью 75-мм пушками Канэ с длиной ствола 45 калибров. По восемь таких орудий стояло в средней части корабля на батарейной и верхней палубах между казематами 152-мм пушек (по четыре орудия на борт на каждой из палуб). Оставшиеся четыре стояли на навесной палубе под носовым и кормовым мостиками (по два орудия на борт). Боекомплект 75-мм орудий включал по 125 бронебойных и 175 чугунных унитарных патронов на ствол.
Помимо 75-мм, на «Победе» имелась многочисленная малокалиберная противоминная артиллерия, включавшая 20 47-мм и шесть или восемь 37-мм пушек Гочкиса. По восемь 47-мм стояло на батарейной и навесной палубах, оставшиеся четыре размещались на фор-марсе. К каждому 47-мм орудию полагалось иметь 540 стальных и 270 чугунных гранат. 37-мм орудия предназначались главным образом для вооружения катеров и шлюпок (по одной пушке на каждый из четырёх паровых катеров и двух баркасов).
Для вооружения десанта имелись две 63,5-мм пушки Барановского, а также семь пулемётов.

### Минное вооружение
Корабль имел три надводных и два подводных минных аппарата. Один надводный аппарат находился в носу, два других — по бортам в районе 45-го шпангоута. Подводные аппараты размещались в трюме между 26-м и 30-м шпангоутами. Боекомплект включал по шесть мин Уайтхеда для надводных и подводных аппаратов (они различались длиной — 5,6 и 5,2 м соответственно).
Для вооружения катеров предусматривались съёмные аппараты для самоходных и метательных мин (по два). Боекомплект включал четыре 4,58-м самоходные мины и шесть метательных. Кроме того, катера можно было вооружить шестовыми минами (в трюме хранилось 8 штук с зарядом 6,75 кг каждая).
В минном трюме на 13—19 шпангоутах хранилось 50 сфероконических мин заграждения.

### Силовая установка
Три главные паровые машины тройного расширения были установлены в индивидуальных отсеках. Ход поршня для всех машин составлял 990 мм, диаметры цилиндров высокого, среднего и низкого давления — 965, 1420 и 2130 мм соответственно. Контрактная мощность всех трёх машин составляла 14 500 индикаторных л.с.
Паром механизмы обеспечивали 30 паровых котлов Бельвиля модели 1894 года с общей поверхностью нагрева 4036,5 м² и площадью колосниковых решёток 129,36 м², размещённые в трёх котельных отделениях. Давление пара на выходе из котлов достигало 17 атм. Тяга обеспечивалась дымовыми трубами высотой от колосниковых решёток 27 м, предусмотрено было и искусственное нагнетание воздуха (вентиляторы составляли избыточное давление в пределах 12,7 мм водяного столба), применяемое для достижения машинами полной мощности.
Машины вращали три четырёхлопастных бронзовых гребных винта. Бортовые винты имели диаметр по 4,88 м, средний — 4,72 м. Гребные валы могли разобщаться от машин с помощью специальных муфт.

### Оборудование
Электроэнергию напряжением 105 В (сеть постоянного тока) вырабатывали четыре динамо-машины с силой тока по 1000 А и две по 640 А, находившиеся на батарейной палубе в районе 62—63 шпангоутов. Общая мощность судовой электростанции составляла 555 кВт.
Боевое освещение было представлено шестью прожекторами Манжена диаметром 75 см с электрическим дистанционным управлением. Кроме того, 40-см прожекторы устанавливались на катерах. Два прожектора были установлены на носовом мостике, ещё два — на площадке спереди средней дымовой трубы, последние два — на площадке в нижней части грот-мачты один над другим.
Электрическим приводом были оснащены орудийные башни, рулевое устройство, элеваторы подачи боеприпасов, шпили, вентиляторы (часть из них имела запасные паровые приводы) и др.
Все корабли серии оснащались телефонами системы Колбасьева и электрическими колоколами громкого боя.
Водоотливная система включала девять водоотливных турбин производства Балтийского завода производительностью по 750 т/ч, а также паровые насосы системы Вортингтона (по 172,6 т/ч) 12,7-см помпами Стона.
Якорное устройство включало четыре становых якоря Мартина весом по 7 т. Цепи из звеньев калибра 63,5 мм имели длину 70 саженей и весили по 11 т. Запасные якоря хранились по бортам в носовой части.
Фок-мачта «Победы» первоначально изготавливалась для «Осляби» в качестве грот-мачты и имела, как и на прочих кораблях, боевой марс. А вот на грот-мачте марса не было, он присутствовал только на «Пересвете». Стеньги на «Победе» располагались впереди мачт, а не позади их, как на «Ослябе».
Плавсредства включали четыре паровых катера (два более крупных именовались минными, поскольку предполагалось их вооружать аппаратами для стрельбы самоходными минами Уайтхеда; «обычные» паровые катера вооружались метательными минными аппаратами), два 20-вёсельных баркаса, по два 16- и 12-вёсельных катера, два 6-вёсельных яла и два вельбота. Длина минных катеров составляла 15,2 м, паровых — 12,2 и 10,4 м. По бортам в средней части навесной палубы размещались сначала паровые, затем минные катера и баркасы, спускавшиеся на воду S-образными шлюпбалками. Остальные шлюпки размещались на кильблоках на кормовом мостике и опускались стрелами, закреплёнными на грот-мачте.

### Экипаж
По штату численность экипажа составляла 28 офицеров и 750 нижних чинов.

## Проектирование, постройка и испытания

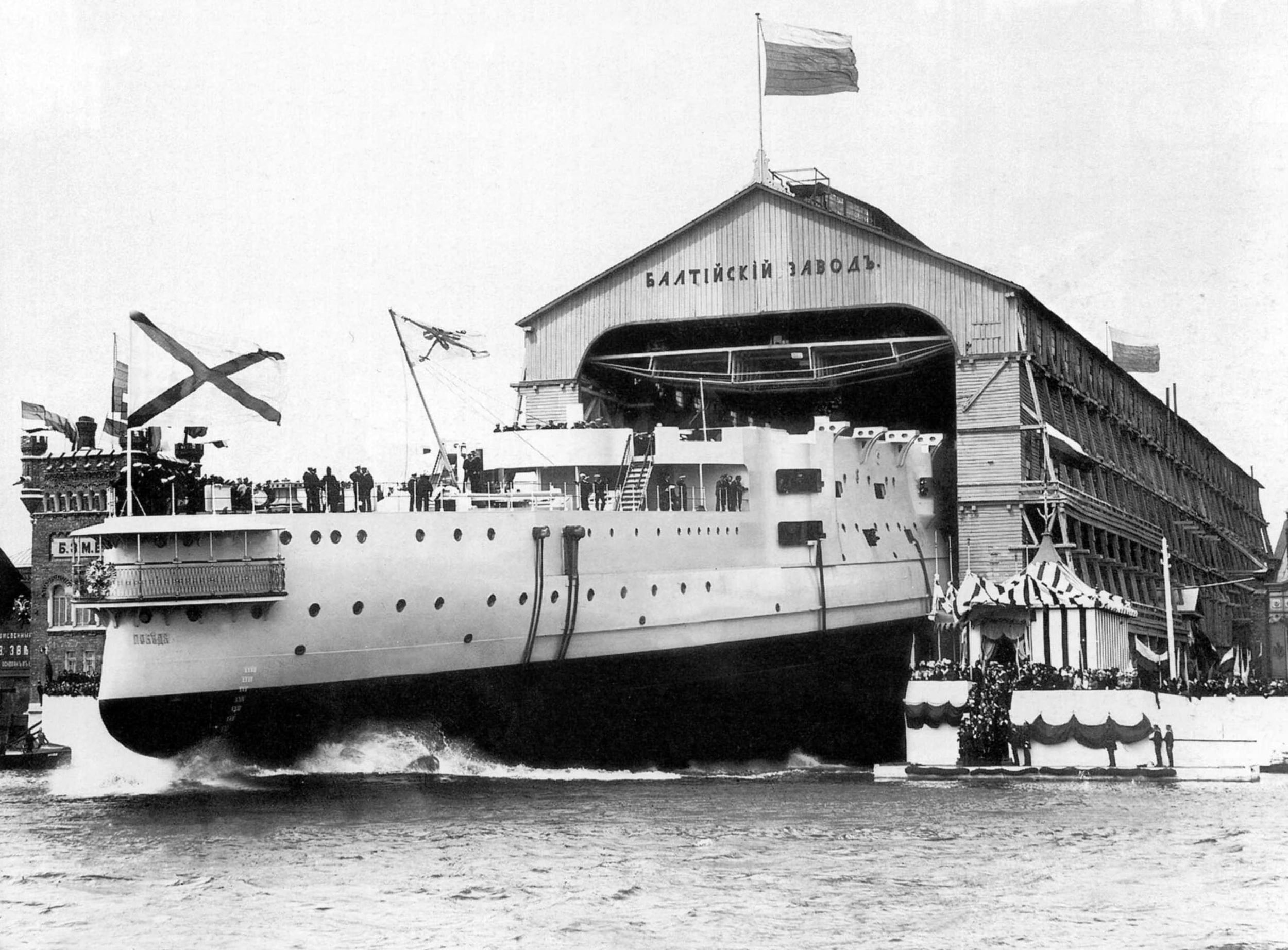
Спуск «Победы» на воду на Балтийском заводе в 1900 году

После утверждения кораблестроительной программы «для нужд Дальнего Востока» достаточно «неожиданно» выяснилось, что разработать проект более мощного корабля, чем уже строящиеся «пересветы», за короткий срок не представляется возможным. Между тем, освободившийся на Балтийском заводе после спуска на воду «Пересвета» стапель необходимо было занять работой, поэтому на совещании 11 января 1898 года (здесь и далее даты даны по старому стилю) было принято решение построить третий корабль по усовершенствованному проекту, которому дали имя «Победа». Правда, в марте 1898 года генерал-адмирал великий князь Алексей Александрович приказал изучить вопрос о возможности замены 254-мм орудий на 305-мм на всех трёх кораблях, однако сама по себе подобная замена уже представляла большую сложность, ну а требование продолжать строительство прежними темпами было и вовсе невыполнимо, поэтому от этой идеи пришлось отказаться. В результате на «Победе» ограничились совершенствованием существующего проекта.
Одним из важнейших отличий стал отказ от деревянной и медной обшивки корпуса, а также понижение высоты жилой палубы на 356 мм, что позволило снизить вес корпуса на 158 т и увеличить почти на 100 т запас угля. Бронзовые штевни, кронштейны гребных валов и рулевую раму заменили на стальные. Бронирование было усилено переходом на закалку стали по способу Круппа, хотя его толщина в целом осталась той же самой. Отказались от кормовой боевой рубки, но существенно увеличили толщину брони носовой (со 152 до 229 мм).
Строительство началось 18 мая (руководил строительством корабельный инженер В. Х. Оффенберг), официальная закладка состоялась 9 февраля 1899 года, а 11 мая 1900-го «Победу» спустили на воду. При отдаче левого якоря цепь лопнула, однако корпус был остановлен одним правым якорем.
Официальная проба механизмов состоялась 6 октября 1901 года. При мощности правой, средней и левой машин 5245, 5320 и 5013 индикаторных л.с. (суммарная 15 578 и.л.с., средняя частота вращения 107,5 об/мин) была достигнута средняя скорость 18,5 уз. Испытания артиллерии провели через год, в сентябре — октябре 1902-го.
«Победа» стала самым дешёвым кораблём серии — она обошлась казне в 10,05 млн рублей.

## История службы

### Перед войной
«Победа» летом 1902 года, ещё до официального вступления в строй, приняла участие в морском параде по случаю встречи императора Николая II и германского кайзера Вильгельма II, а затем — в коронационных торжествах в английском Спитхеде. Согласно докладной записке старшего офицера корабля лейтенанта Реммерта, на переходе в Портленд броненосец израсходовал 1400 т угля и даже возникали сомнения, хватит ли топлива, чтобы самостоятельно дойти до порта. Зола и сажа из труб покрывала палубу и набивалась в жилые помещения, а находиться на юте было почти невозможно. Туман и дождь размыли грязь по бортам и надстройкам. По приходе в Англию корабль покрасили в белый цвет, однако на обратном переходе в Россию всё повторилось.
29 октября, закончив испытания артиллерии и минных аппаратов, находящийся в Либаве корабль присоединился к отряду контр-адмирала Э. А. Штакельберга, а ещё через два дня вместе с другими кораблями — броненосцем «Ретвизан» и крейсерами «Богатырь», «Паллада» и «Диана», к которым позже должны были присоединиться крейсера «Боярин», «Аскольд» и «Новик», а также семь миноносцев — вышел на Дальний Восток. Впрочем, дойти без происшествий «Победе» было не суждено. В механизмах возникали неполадки, текли холодильники главных машин, котельные трубки. Особенно большие проблемы возникли именно с котлами: цинковые протекторы, призванные защитить внутреннюю сторону котельных трубок от коррозии, плавились и выводили трубки из строя; впрочем, поломкам в немалой степени способствовала и недостаточная подготовка личного состава. Находившийся на корабле помощник начальника Балтийского завода инженер-механик И. П. Павлов писал по этому поводу в своём рапорте: «Приглядываясь во время сдаточных заводских проб к личному машинному персоналу на судах флота, я просто изумлён почти полным несоответствием его применительно к таким сложным и дорогостоящим механизмам, каковыми им приходится управляться. Слабость и несоответствие этого персонала есть почти факт всеобщий на судах нашего флота… Из-за полного непонимания управления огнём, водой, донками, автоматическими питателями и т.д… [котлы „Победы“ были приведены в] изумительное частью испорченное, заржавленное и неугодное состояние».
Несколько дней простояли в Портленде, приведя в относительный порядок 20 из 30 котлов, но в Средиземном море стало ясно, что требуется более основательный ремонт. В конце концов, корабли отряда пошли на Тихий океан без «Победы», которая осталась на ремонт в греческом порту Пирей. Здесь же, в Пирее, по приказу министерства был смещён с должности старший инженер-механик, а командир своей властью понизил в должности почти всех кочегарных старшин.
Только 27 марта 1903 года «Победа», избавившаяся от не оправдавших надежд цинковых протекторов, покинула Грецию и 10 июня пришла в Порт-Артур. По пути провели стрельбы главным калибром, выявившие слабость крепления накатников и ненадёжность средств предотвращения протечек жидкости компрессоров. Продолжали выявляться и новые «болячки» в механизмах. Например, установленные на корабле счётчики воды задерживали её подачу в котлы, что способствовало выходу из строя котельных трубок.
В июле 1903 г. в составе эскадры «Победа» перешла во Владивосток, где прошла докование и ремонт. В сентябре корабли вернулись в Порт-Артур, а в октябре «Победа» и «Пересвет» вступили в вооружённый резерв.

### Русско-японская война

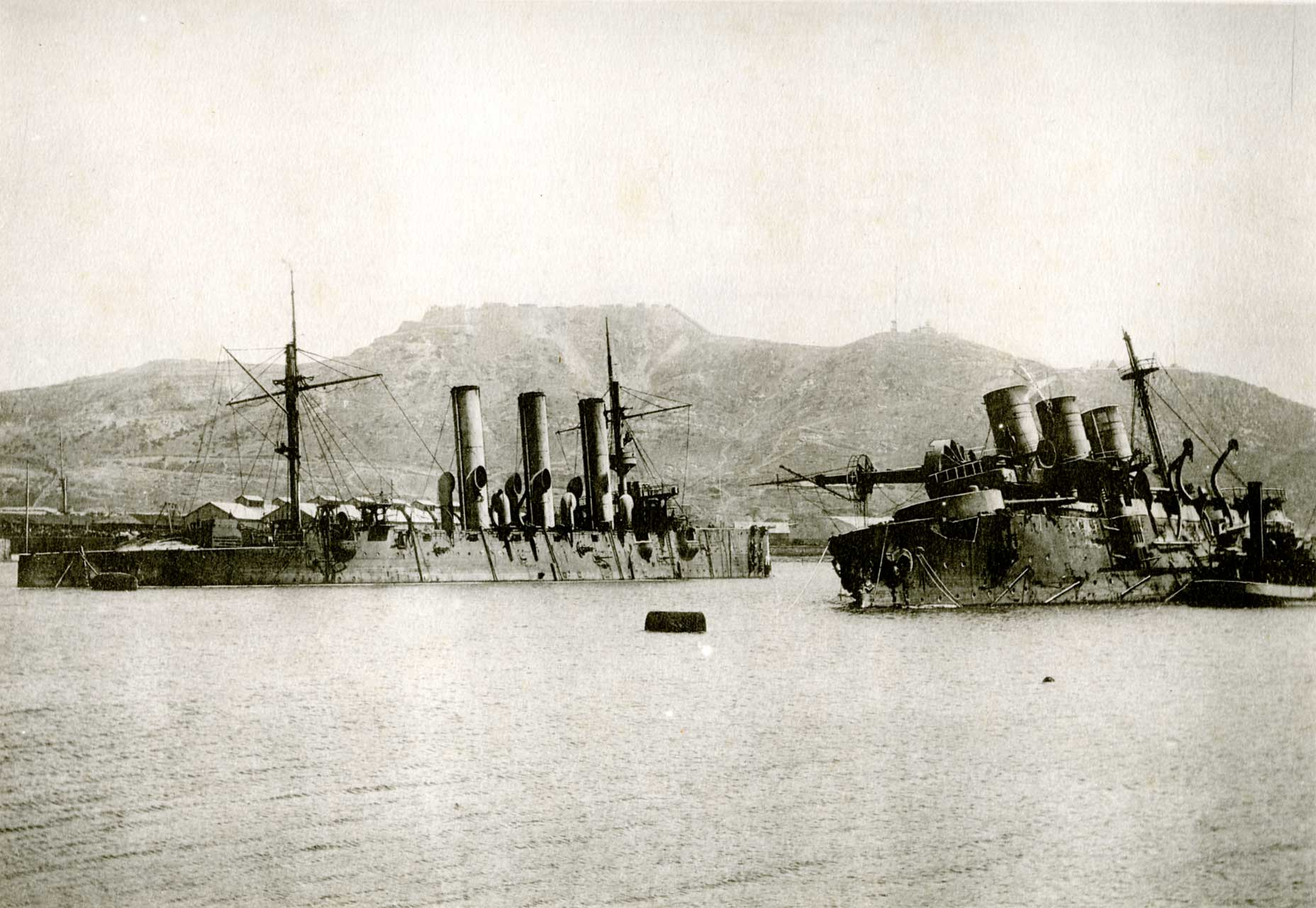
Затонувшие эскадренный броненосец «Победа» (справа) и крейсер «Паллада» (слева) в Порт-Артуре.

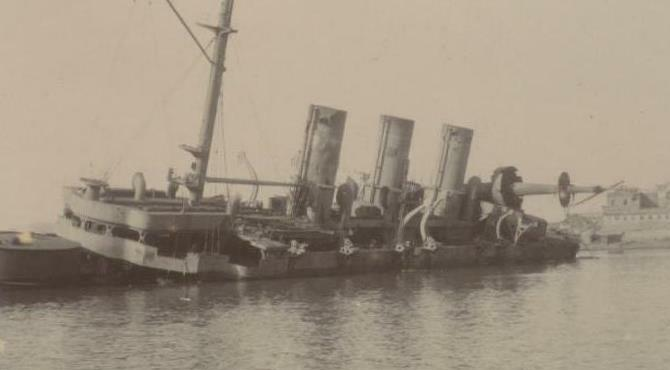
Эскадренный броненосец «Победа», сильно поврежденный во время осады Порт-Артура, сфотографирован 4 января 1905 года, на следующий день после того, как японские войска заняли Порт-Артур. Фотография была сделана итальянским адмиралом Эрнесто Бурзагли, приглашённым с дипломатической целью следить за событиями русско-японской войны.

18 января 1904 года Тихоокеанская эскадра была выведена из вооружённого резерва, 21 января выходила к мысу Шантунг и вечером 22 января вернулась обратно. После этого корабли оставались на внешнем рейде Порт-Артура, где в ночь с 26 на 27 января подверглись внезапной атаке японских миноносцев. «Победа» в эту ночь занималась погрузкой угля и была ярко освещена, но, тем не менее, избежала повреждений, хотя у её борта была обнаружена неразорвавшаяся торпеда; её подняли стрелой на палубу и разоружили. В эту ночь корабль выпустил два 152-мм, 18 75-мм и 60 47-мм снарядов.
Утром 27 января произошёл 40-минутный бой между ослабленной русской эскадрой и японским флотом. «Победа» выпустила семь 254-мм, 66 152-мм и 230 75-мм снарядов, получив два попадания. 305-мм фугасный снаряд пробил палубу у правого кормового среза 152-мм орудия между 89 и 90 шпангоутами и уничтожил две каюты, причинив множество мелких повреждений осколками. 76-мм снаряд попал в палубу, повредил паровой катер и ранил пятерых матросов (двое впоследствии умерли).
После этого боя русская эскадра, за исключением севшего на мель «Ретвизана», ушла в порт-артурскую гавань, где и провела большую часть войны. «Победа», имевшая одни из самых дальнобойных орудий, прямо из гавани несколько раз вела перекидную стрельбу по японским кораблям, бомбардировавшим порт и город из-за горного массива Ляотешань, вне досягаемости береговых батарей.

31 марта, вскоре после гибели на мине броненосца «Петропавловск», «Победа» в 10.10 тоже подорвалась на мине. Взрыв произошёл у правого борта в районе носовых угольных ям. Была разрушена обшивка между 54 и 58 шпангоутами; размеры пробоины составили 8×5,3 м, а её центр находился на 5 м ниже ватерлинии. Вода затопила угольные ямы № 6 и 7 (между 49, 54 и 58-м шпангоутами) и два отделения нижнего бортового коридора; её дальнейшее распространение было остановлено водонепроницаемыми переборками. Корабль застопорил ход и, приняв 550 т воды, накренился на 6°. Решив, что эскадра подверглась атаке подводной лодки, «Победа» и другие корабли открыли огонь по воде. Через некоторое время, убедившись в исправности машин и рулевого управления, командир капитан 1 ранга В. М. Зацарённый приказал прекратить спуск шлюпок, дал ход и повёл корабль в гавань.
2 (15) апреля, находясь на внутреннем рейде Порт-Артура, корабль своей радиостанцией ставил помехи японским крейсерам, корректировавшим огонь своих кораблей по городу и порту. Это был первый в истории случай ведения радиоэлектронной борьбы в боевой обстановке. 29 апреля под корабль подвели кессон и начали заделку пробоины. Девять 152-мм и одно 75-мм орудие к тому времени были сняты и установлены на береговых укреплениях.
10 июня эскадра вышла в море, намереваясь прорваться во Владивосток. В. М. Зацарённый в это время болел тропической лихорадкой, и его заменил командир крейсера «Паллада» В. С. Сарнавский, хотя В. М. Зацарённый оставался на борту. Встретив главные силы японцев, эскадра повернула обратно и вернулась в Порт-Артур. Причиной возвращения контр-адмирал В. К. Витгефт называл отсутствие на кораблях значительной части средне- и малокалиберной артиллерии. При отражении на обратном пути атак миноносцев «Победа», на которой из среднего калибра имелось всего три 152-мм и 15 75-мм пушек, израсходовала восемь 254-мм, 17 152-мм, 92 75-мм и 174 47-мм снарядов.
К повторной попытке прорыва, предпринятой 28 июля, снятые орудия в основном установили: недоставало лишь по одной 152-мм и 75-мм пушке; правда, к казематным орудиям не успели подогнать щиты. В дневном бою корабль выпустил 115 254-мм снарядов (60 бронебойных и 55 фугасных), 250 фугасных, 158 бронебойных и 86 сегментных 152-мм, 351 стальной и 376 чугунных 75-мм снарядов, а также 1540 патронов к 47-мм пушкам, причём сегментные 152-мм, чугунные 75-мм и все 47-мм были израсходованы при отражении атак миноносцев. Сама «Победа», шедшая в колонне броненосцев третьей, пострадала сравнительно мало: основной огонь японцы концентрировали на флагманских «Цесаревиче» и «Пересвете». 305-мм снаряд пробил находящуюся ниже ватерлинии 203-мм бронеплиту; была затоплена угольная яма и три прилегающих к ней отсека. В районе миделя был пробит верхний пояс; снаряд разорвался на жилой палубе над патронным погребом, а его взрыв перекосил одну из бронеплит. Больше пробоин в броне не было, хотя попадания в неё на этом не исчерпывались. А вот небронированный борт был пробит в пяти местах. Были повреждены пушечные порты, из-за чего их оказалось невозможным закрыть. Через пробоины в кондукторской каюте вода поступала в отделение носового минного аппарата; откачивать её приходилось вручную с помощью двух брандспойтов, поскольку спуск воды с жилой палубы в трюм предусмотрен не был, а значит, было невозможно применить стационарные водоотливные средства. Большую пробоину получила средняя дымовая труба, другие две имели многочисленные осколочные повреждения. Почти все шлюпки были выведены из строя. На 21-м выстреле сломался кроншток компрессора одной из кормовых 254-мм пушек, и она вышла из строя. В разное время из-за поломок подъёмных механизмов бездействовали три 152-мм пушки, однако их удалось починить. Попаданиями в небронированные части батареи были выведены из строя три 75-мм орудия. В итоге, однако, безвозвратные потери артиллерии ограничились двумя 75-мм и одной 47-мм пушками. Из экипажа погибло 3 человека и было ранено 29, из них один матрос впоследствии умер.
После возвращения в Порт-Артур корабли вновь включились в оборону крепости. «Победе» был поручен участок от форта № 6 до бухты Белый Волк. На сушу были переданы два 152-мм, четыре 75-мм, два 47-мм и пять 37-мм пушек и пять прожекторов. Кроме того, экипаж броненосца должен был обслуживать одно 254-мм орудие батареи на Электрическом утёсе.
7 сентября японцы захватили часть Длинной горы, откуда просматривался участок внутреннего рейда. Это дало им возможность корректировать огонь своих 120-мм пушек, что не замедлило сказаться. 15 сентября «Победа» получила пять попаданий, повредивших небронированные части корабля, на следующий день попал один снаряд, 17 сентября — восемь. Были попадания и в другие корабли эскадры.
С 19 сентября начался обстрел кораблей из 280-мм орудий. 25 сентября «Победа» переместила место стоянки, временно укрывшись от корректировщиков на Длинной горе. Тем не менее, 11 октября в неё попал очередной 120-мм снаряд, а 15 октября — первый 280-мм, разорвавшийся в батарейной палубе, уничтоживший одно 75-мм орудие и тяжело ранивший пять матросов. 30 октября последовало новое попадание 280-мм снарядом, взорвавшимся в салоне командира. 21 ноября японцы добились попадания 152-мм снарядом, а на следующий, овладев горой Высокой, откуда просматривался весь внутренний рейд, начали планомерное уничтожение русских кораблей. 23 ноября в «Победу» попало пять снарядов, а на следующий день — ещё 23 (из 270 выпущенных). Во многих местах водонепроницаемые переборки были повреждены, поэтому вода распространялась по всему кораблю. Броненосец сильно накренился на правый борт. Чтобы уменьшить крен, командир приказал затопить шесть бортовых коридоров левого борта, левое машинное отделение и две угольные ямы. Крен уменьшился, но корабль всем днищем сел на грунт. С наступлением ночи команда покинула «Победу».
Перед сдачей Порт-Артура один из минных катеров «Победы» под командованием мичмана С. Н. Власьева сумел уйти в Чифу.

### В японском флоте

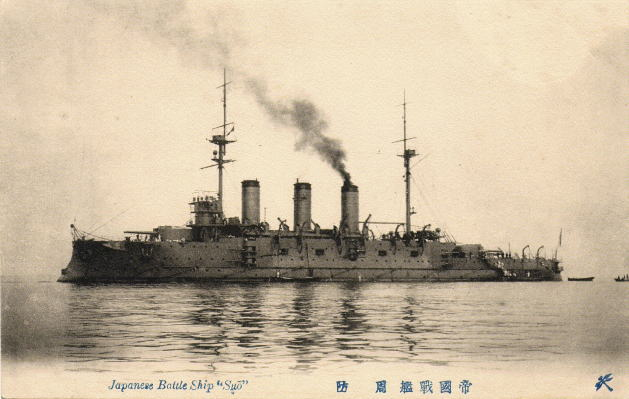
Японский броненосец «Суо»

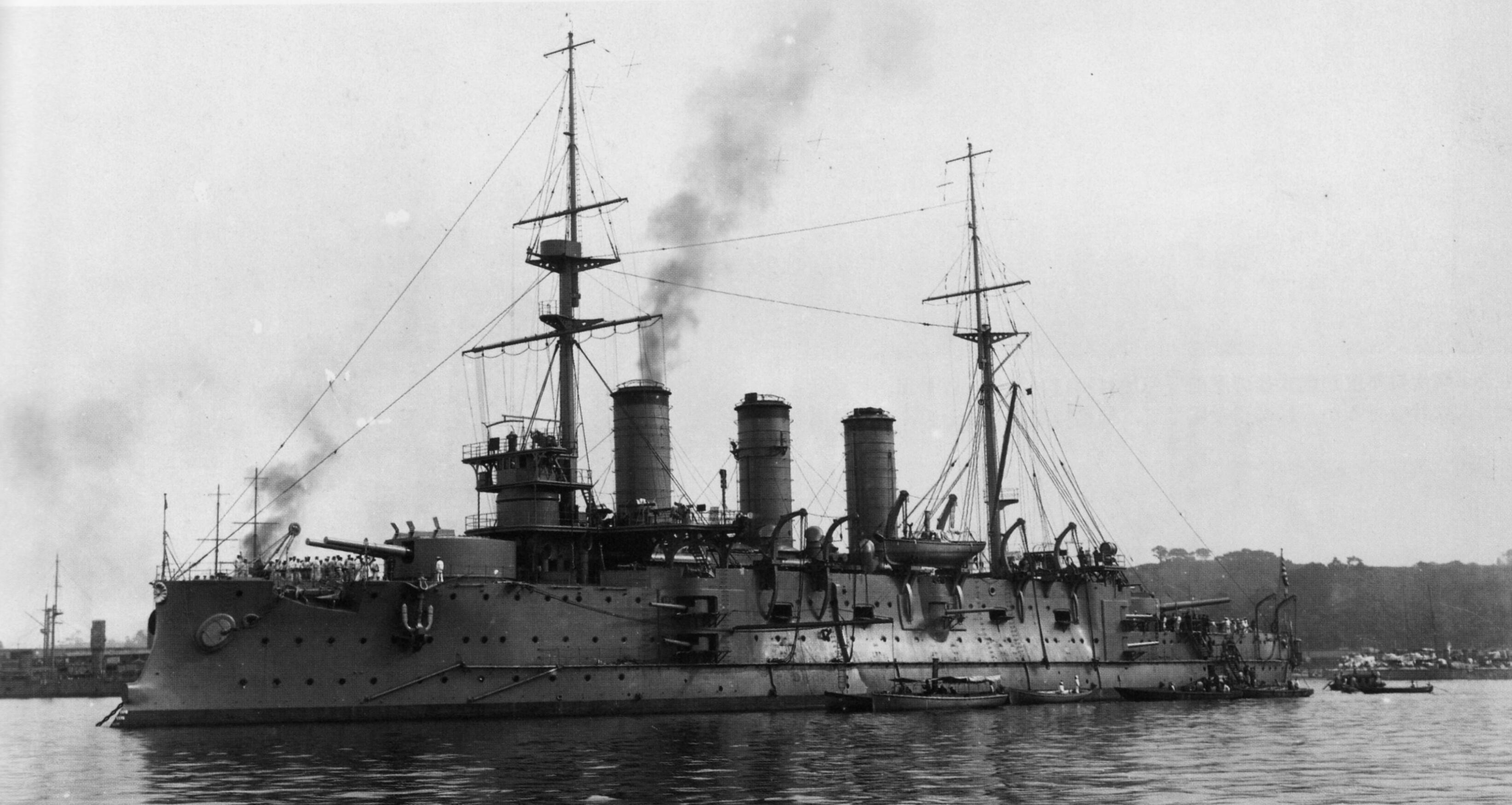
Линейный корабль «Суо» на якоре в Йокосуке, 10 октября 1908 года

17 октября 1905 года японцы подняли «Победу» и торжественно переименовали её в «Суо» — так в древности называлась одна из провинций префектуры Ямагути  (яп. 周防, часто встречающееся в отечественных источниках написание «Суво» заимствовано с английского написания «Suwo», которое отражает использование тогда ещё применявшегося, но ныне упразднённого способа записи удлинённых гласных через букву со звучанием «о», но записываемая латиницей как «wo»). Следующие два года корабль провёл в капитальном ремонте, в ходе которого был частично модернизирован. Так, японцы заменили русские котлы Бельвиля на котлы Миябара, избавились от погонного 152-мм орудия, изменили состав противоминной артиллерии и др.
С 1909 года «Суо» числился броненосцем береговой обороны 1 класса и выполнял функции учебного судна. В начале Первой мировой войны под флагом вице-адмирала Като бывший русский броненосец действовал против германской военно-морской базы Циндао. В дальнейшем до 1922 года он вновь был учебным кораблём.
Далее разные источники между собой не согласуются. По одним сведениям, в апреле 1922 года «Суо» был разоружён в Куре, а 13 июля при снятии броневых плит опрокинулся у стенки завода и был окончательно разобран. По другим данным, он долгое время использовался в качестве блокшива и был сдан на слом только в 1946 году.

## Общая оценка проекта
Общая характеристика броненосцев типа «Пересвет» дана на странице, посвящённой головному кораблю. Здесь же отметим, что, хотя на «Победе» удалось исправить или хотя бы уменьшить ряд недостатков, свойственных двум другим кораблям серии (так, строительная перегрузка этого корабля была минимальной — «всего» 646 т), она всё равно существенно проигрывала по боевым качествам полноценным броненосцам, построенным примерно в то же время, например, строившемуся в Америке по русскому заказу «Ретвизану». Кроме хорошей мореходности, единственным достоинством «Победы» являлась большая дальнобойность её орудий главного калибра, достигавшая 115—120 кабельтовых (в ряде источников указывается значительно меньшая величина, уступающая двум другим кораблям, что не соответствует истине: только позже построенная «Победа» имела не только усиленные стволы, но и станки орудий, что и позволяло ей вести огонь полными зарядами на максимальном угле возвышения). Однако защита, несколько усиленная переходом на крупповскую сталь, по-прежнему оставалась недостаточной (в первую очередь из-за сравнительно короткого главного бронепояса, не закрывавшего всю ватерлинию, и очень короткого верхнего пояса), по скорости корабль не превосходил современные ему «нормальные» броненосцы и уступал крейсерам, а расход угля по-прежнему оставался огромным, что делало его малопригодным для выполнения изначальной задачи — крейсерства на вражеских коммуникациях.

## Командный состав в 1904 году
- Командиры:
  - Капитан 1 ранга В. М. Зацарённый (06.12.1901 — 01.01.1905)
  - Капитан 1 ранга В. С. Сарнавский (врид 09-14.06.1904)
- Старшие офицеры
  - Капитан 2 ранга А. М. Герасимов (23.06.1903 — 04.10.1904)
  - Лейтенант С. Н. Тимирёв (врид 04.10.1904 — 25.11.1904)
- Ревизор: Мичман М. В. Измайлов
- Старший минный офицер: Лейтенант С. Р. Магнус
- Младшие минные офицеры: Мичман С. Н. Власьев (с 09.04.1904)
- Старший артиллерийский офицер: Лейтенант В. А. Любинский
- Младшие артиллерийские офицеры:
  - Мичман М. Н. Кирпичёв
  - Лейтенант П. В. Вилькен
- Старшие штурманские офицеры:
  - Лейтенант С. Н. Тимирёв (31.05-04.10.1904)
  - Лейтенант В. И. Сипайло
- Младшие штурманские офицеры:
  - Мичман Б. С. Николаев
  - Волонтёр флота Л. И. Мурадбеков (врид 29.06.1904 - 25.11.1904)
- Водолазный офицер: Мичман Н. А. Арбенев
- Вахтенные начальники:
  - Лейтенант А. Н. Ладыгин
  - Лейтенант А. А. Макалинский
  - Мичман А. С. Бершадский
  - Мичман граф П. Ф. Келлер
  - Мичман Б. А. Флейшер
  - Мичман граф К. А. Бенкендорф
  - Мичман В. Д. Яковлев (до 27.02.1904)
  - Мичман Г. Г. Греве
  - Мичман А. А. Нищенков
  - Мичман Г. М. Палицын (с 03.05.1904)
  - Мичман К. Д. Ордовский-Танаевский (до 27.05.1904)
  - Мичман С. И. Воронцов-Вельяминов (с 16.11.1904)
- Вахтенные офицеры:
  - Мичман Н. М. Шимановский (до 13.05.1904)
  - Мичман В. Ф. Дудкин
  - Мичман В. В. Витгефт
  - Мичман П. А. Светлик
  - Прапорщик по морской части Н. А. Добржанский
- Старший судовой механик: Старший инженер-механик И. М. Петров
- Трюмный механик: Младший инженер-механик В. А. Видстедт
- Младший судовой механик: Младший инженер-механик А. А. Блауберг
- Младший судовой механик: Младший инженер-механик А. А. Козеровский
- Младший судовой механик: Младший инженер-механик В. С. Георгизон
- Старший судовой врач: Коллежский советник Д. Д. Кузнецов
- Младший судовой врач: Коллежский асессор В. В. Григорович
- Судовой священник: Иеромонах о. Никодим

## Исторические факты
- Броненосец построен на Балтийском заводе в Санкт-Петербурге.
- Броненосец «Победа» был спущен на воду императором Николаем II в присутствии многочисленных членов императорской семьи в один день с крейсером «Аврора», 11 (24) мая 1900 года[3].